# Frullania tristaniana
Frullania tristaniana là một loài Rêu trong họ Jubulaceae. Loài này được S.W. Arnell mô tả khoa học đầu tiên năm 1958.